# Opera in Ahoy
Opera in Ahoy was een reeks operavoorstellingen die tussen 1993 en 2002 in Rotterdam Ahoy werden opgevoerd. De productie van deze opera’s lag in handen van Companions Opera BV, dat in 1991 werd opgericht door Peter Kroone. Kenmerkend voor deze producties was dat ze in een 360-graden-setting werden uitgevoerd, gebruikmakend van de hele arenavloer, met het publiek aan alle zijden eromheen.

## Geschiedenis
Kroone werd voor Opera in Ahoy geïnspireerd door de Aida-producties in Engeland en Nederland (Den Bosch) die in sporthallen werd opgevoerd. Samen met Ahoy Rotterdam ontstond het idee om een jaarlijks grootschalige operaevenement op te zetten.
De eerste productie ging in januari 1993 in première: Nabucco. De voorstelling was eerder in het Belgische Luik geproduceerd door de Opera van Wallonië, en kreeg voor de Nederlandse versie een nieuwe muzikale invulling. In tegenstelling tot de latere producties van Opera in Ahoy, kende Nabucco nog geen 360-graden-setting.
De latere voorstellingen hanteerden dit concept wel; voor het eerst in januari 1994. Twee korte opera’s werden gezamenlijk op één avond opgevoerd: Cavalleria Rusticana en Pagliacci. De arena werd omgevormd tot een klein Siciliaans dorp, inclusief honderden koorleden en figuranten. In de jaren daarna werd het 360-graden-concept vastgehouden en vervolgens op alle volgende producties toegepast.
Net als bij de twee korte opera’s vormde ook bij uitvoeringen van Carmen (1995), Turandot (1996) en Aida (1998) realistische decors en kostuums het uitgangspunt. Vanaf de opvoering van La Traviata (2000) verschoof de focus naar een meer abstracte vormgeving. Ditzelfde geldt ook voor de laatste twee producties uit de Verdi-trilogie die werden geproduceerd: Nabucco (2001) en Il Trovatore (2002).
Met Il Trovatore werd de reeks Opera in Ahoy afgesloten. Vanwege het stoppen van hoofdsponsor Nationale Nederlanden en het ontbreken van gemeentelijke subsidie, werd het financiële risico voor de Nederlandse producties te groot.

### Internationaal
Na een aantal edities van Opera in Ahoy nam de interesse toe om de arena-opera’s ook in het buitenland te produceren. Producent Companions Opera bracht tussen 1998 en 2008 voorstellingen in België, Duitsland, Frankrijk, Zwitserland en China.

## Productieoverzicht
| Titel                                | Premiere        | Makers | Dirigent, orkest en solisten |
| ------------------------------------ | --------------- | --- | --- |
| Nabucco Giuseppe Verdi               | 29 januari 1993 | - Regie: Raymond Rossius - Decor: Marie Claire van Vuchelen - Kostuums: Marie Claire van Vuchelen - Licht: Serge Peyrat - Geluid: Wilfred Houthuijsen/Peter Scheunhage  | - Dirigent: Frank Cramer - Orkest: Hongaars Staatsopera Orchestra - Nabucco: Eduard Tumagian - Abigaille: Gail V. Gilmore - Zaccaria: Luigi Roni - Ismael: Giorgio Tieppo - Fenena: Martine Mahe          |
| Cavalleria Rusticana Pietro Mascagni | 19 januari 1994 | - Regie: Bruno Stefano - Decor: Bernard Arnould - Kostuums: Bernard Arnould - Licht: Michel Theuil - Geluid: Wilfred Houthuijsen/Peter Scheunhage                       | - Dirigent: Roberto Paternostro - Orkest: Budapest Opera Orchestra - Santuzza: Gisella Pasino - Turiddu: Corneliu Morgu - Alfio: Claudio Otelli                                                           |
| Pagliacci Ruggero Leoncavallo        | 19 januari 1994 | - Regie: Bruno Stefano - Decor: Bernard Arnould - Kostuums: Bernard Arnould - Licht: Michel Theuil - Geluid: Wilfred Houthuijsen/Peter Scheunhage                       | - Dirigent: Roberto Paternostro - Orkest: Budapest Opera Orchestra - Nedda: Fiamma Izzo D'Amico - Canio: Corneliu Morgu - Tonio: Claudio Otelli - Silvio: Marzio Giossi                                   |
| Carmen Georges Bizet                 | 25 januari 1995 | - Regie: Bernard Broca - Decor: Bernard Arnould - Kostuums: Bernard Arnould - Licht: Philippe Arlaud - Geluid: Wilfred Houthuijsen/Peter Scheunhage                     | - Dirigent: Roberto Paternostro - Orkest: Württembergische Philharmonie Reutlingen - Carmen: Gisella Pasino - Don José: Corneliu Morgu - Micaela: Fiamma Izzo D'Amico - Escamillo: Claudio Otelli         |
| Turandot Giacomo Puccini             | 24 januari 1996 | - Regie: Bernard Brava - Decor: Bernard Arnould - Kostuums: Bernard Arnould - Licht: Philippe Arlaud - Geluid: Wilfred Houthuijsen/Peter Scheunhage                     | - Dirigent: Roberto Paternostro - Orkest: Württembergische Philharmonie Reutlingen - Turandot: Francesca Patanè - Calaf: Wolfgang Schmidt - Liu: Fiamma Izzo D'Amico - Timur: Nicola Ghiuselev            |
| 5 Jaar Opera in Ahoy Jubileumconcert | 24 januari 1997 | - Regie: Gemma van Zeventer - Decor: Bernard Arnould - Kostuums: Bernard Arnould - Licht: Marc Heinz - Geluid: Wilfred Houthuijsen/Peter Scheunhage                     | - Dirigent: Roberto Paternostro - Orkest: Württembergische Philharmonie Reutlingen - Solisten: Francesca Patanè, Olga Romanko, Gisella Pasino, Maurizio Frusoni, Claudio Otelli                           |
| Aida Giuseppe Verdi                  | 23 januari 1998 | - Regie: Petrika Ionesco - Choreografie: Krzysztof Pastor - Decor: Bernard Arnould - Kostuums: Bernard Arnould - Licht: Marc Heinz - Geluid: Cees Wagenaar              | - Dirigent: Roberto Paternostro - Orkest: Württembergische Philharmonie Reutlingen - Aida: Olga Romanko - Radames: Maurizio Frusoni - Amneris: Stefania Toczyska - Amonasro: Claudio Otelli               |
| Cavalleria Rusticana Pietro Mascagni | 21 januari 1999 | - Regie: Bruno Stefano - Decor: Bernard Arnould - Kostuums: Bernard Arnould - Licht: Marc Heinz - Geluid: Cees Wagenaar                                                 | - Dirigent: Catherine Rückwardt - Orkest: Württembergische Philharmonie Reutlingen - Santuzza: Maria Slavkova - Turiddu: Stefano Algieri - Alfio: Michele Kalmandi                                        |
| Pagliacci Ruggero Leoncavallo        | 21 januari 1999 | - Regie: Bruno Stefano - Decor: Bernard Arnould - Kostuums: Bernard Arnould - Licht: Marc Heinz - Geluid: Cees Wagenaar                                                 | - Dirigent: Catherine Rückwardt - Orkest: Württembergische Philharmonie Reutlingen - Nedda: Carmen Serrano - Canio: Moises Paker - Tonio: Ettore Kim Don-Kyu - Silvio: Johnny Bulgaro                     |
| La Traviata Giuseppe Verdi           | 20 januari 2000 | - Regie: Ken Caswell - Choreografie: Craig Revel Horwood - Decor: Bernard Arnould - Kostuums: AZIZ - Aziz Bekkauoi - Licht: Marc Heinz - Geluid: Guy Desrochers         | - Dirigent: Ed Spanjaard - Orkest: Nederlands Balletorkest - Violetta: Stefania Bonfadelli - Alfredo: Vicente Umbuena - Giorgio: Ettore Kim Don-Kyu - Gastone: Felipe Rojas - Flora: Marianna Kulikova    |
| Nabucco Giuseppe Verdi               | 25 januari 2001 | - Regie: Bernard Broca - Decor: Bernard Arnould - Kostuums: AZIZ - Aziz Bekkauoi - Licht: Fabrice Kebour - Geluid: Guy Desrochers                                       | - Dirigent: Walter Attanasi - Orkest: Nederlands Balletorkest - Nabucco: Michele Kalmandi - Abigaille: Gabriella Morigi - Zaccaria: Harry Peeters - Ismael: Felipe Rojas - Fenena: Marianna Kulikova      |
| Il Trovatore Giuseppe Verdi          | 16 januari 2002 | - Regie: Craig Revel Horwood - Choreografie: Craig Revel Horwood - Decor: Bernard Arnould - Kostuums: Roberto Rosello - Licht: Howard Harrison - Geluid: Guy Desrochers | - Dirigent: Ed Spanjaard - Orkest: Nederlands Balletorkest - Manrico: Ignacio Encinas - Leonara: Olga Romanko - Azucena: Elisabetta Fiorillo - Conte di Luna: Vladimir Stoyanov - Ferrando: Martin Tzonev |